# David Robertson (golfista)
David Donaldson Robertson (Shawlands, 21 de março de 1869 – Berkshire, 13 de setembro de 1937) foi um desportista britânico que representou o Reino Unido no golfe nos Jogos Olímpicos de Verão de 1900 conquistando a medalha de bronze. Ele também jogou rugby pela seleção da Escócia.